# Straalkachel

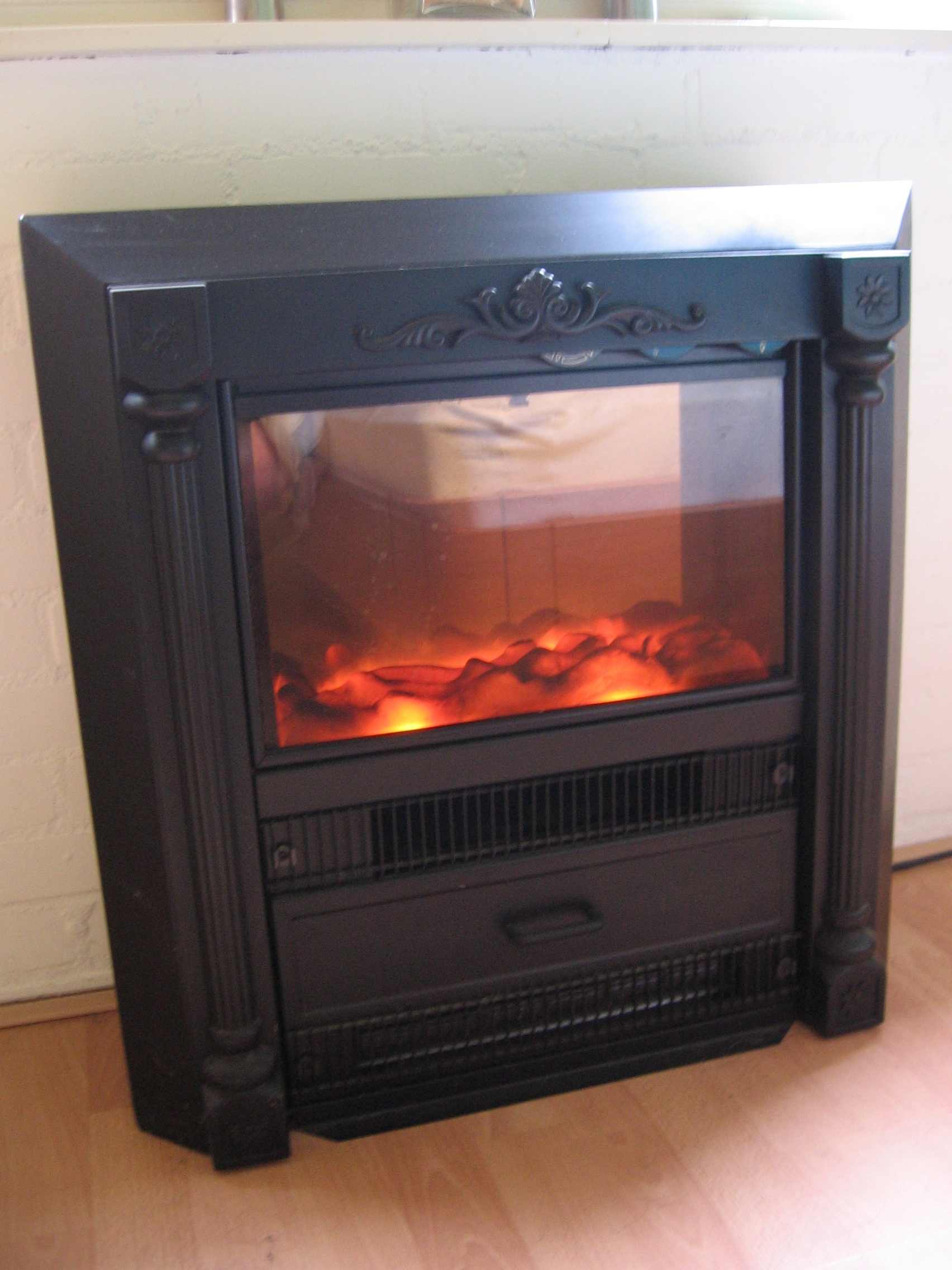
Straalkachel

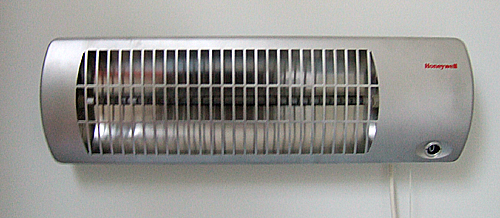
Badkamerkachel

Een straalkachel is een soort kachel op elektriciteit die binnenshuis gebruikt wordt voor verwarming.
Door middel van een gloeidraad wordt warmte aan de lucht afgegeven. De term 'straalkachel' heeft ermee te maken dat achter de gloeidraden een reflector is geplaatst die de warmte naar voren straalt. In plaats van gloeidraden kan ook een kwartselement gebruikt worden, zoals bij kleine straalkachels die aan de muur wordt gemonteerd in badkamers.
Vroeger hadden de straalkachels de gloeidraden aan de voorzijde in het zicht. Tegenwoordig zijn er ook andere soorten, waarbij de gloeidraden niet zichtbaar en dus veiliger zijn.
De straling die afgegeven wordt is infrarode straling. Daarnaast geeft een straalkachel ook altijd warmte af aan de lucht bij het apparaat middels convectie.
Stralingswarmte is niet afhankelijk van het opwarmen van de lucht. Het is daardoor een snelle methode van verwarmen en dus geschikt voor ruimtes waar men maar kort verblijft.
Elektrische haarden creëren een realistisch vuurbeeld met HDTV-beelden die geprojecteerd zijn op de achterkant van de haard, een schuine ruit met een transparant reflecterend folie. Onderin de haard zit een asbed dat lijkt alsof het gloeit door de LED verlichting. Oudere systemen gebruikten spiegeltjes en waterdamp.

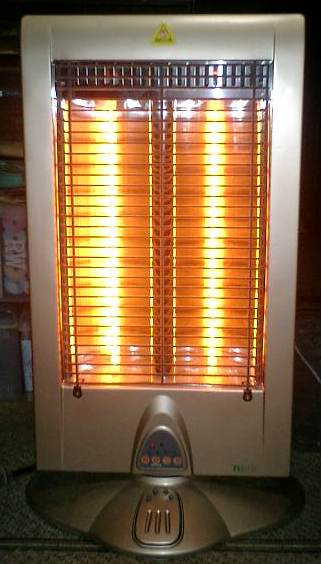
Een straalkachel met halogeenverwarming